# ZBrush
ZBrush — программа для 3D моделирования, созданная компанией Pixologic. Отличительной особенностью данного ПО является имитация процесса «лепки» трёхмерной скульптуры, усиленного движком трёхмерного рендеринга в реальном времени, что существенно упрощает процедуру создания требуемого трёхмерного объекта. Каждая точка (называемая пиксель) содержит информацию не только о своих координатах XY и значениях цвета, но также и глубине Z, ориентации и материале. Это значит, что вы не только можете «лепить» трёхмерный объект, но и «раскрасить» его, рисуя штрихами с глубиной. Но вам не придётся рисовать тени и блики, чтобы они выглядели натурально — ZBrush это сделает автоматически. Также быстро работает со стандартными 3d объектами, используя кисти для модификации геометрии материалов и текстур. Позволяет добиться интерактивности при большом количестве полигонов. Используя специальные методы, можно поднять детализацию до десятков миллионов полигонов. Также имеется множество подключаемых модулей (работа с текстурами, геометрией, множество новых кистей, быстрая интеграция с профессиональными пакетами 2d графики и многое другое).

## История продукта
В августе 2009 года был анонсирован выпуск версии 4.0, но разработчики выпустили промежуточную версию продукта — ZBrush 3.5.
Версия 4.0 вышла ровно через год — 9 августа 2010 года. А 20 сентября 2011 года вышла новая версия ZBrush 4r2 в которую разработчики добавили новых, очень много интересных функций - таких как LightCap или DynaMesh. Но и эта версия оказалась не без своих подводных камней. Как и у любой свежей версии постепенно обнаружились некоторые ошибки, которые разработчики пообещали исправить в следующей версии, дата выхода которой была назначена на декабрь 2011 года. Помимо этого вышла облегченная аналогичная программа того же пакета — Sculptris Alpha 5.

## Интерфейс ZBrush
Все функции ZBrush находятся внутри палитр. Каждая палитра содержит группу связанных функций. В пределах палитры эти функции далее разделены на группы, чтобы облегчить доступ к определённым настройкам, в которых вы нуждаетесь. Все палитры настраиваются внутри программы в меню: Preferences — Custom UI — Enable Customize.